# The Shinee World
The SHINee World là album đầu tay của nhóm nhạc nam SHINee do SM Town quản lý, được phát hành vào ngày 28 tháng 8 năm 2008. Tên album sau này được SHINee đặt làm tên FC chính thức của mình - SHINee World (viết tắt là Shawol).

## Danh sách bài hát
| The Shinee World – Phiên bản tiêu chuẩn | The Shinee World – Phiên bản tiêu chuẩn                                                                                    | The Shinee World – Phiên bản tiêu chuẩn                                      | The Shinee World – Phiên bản tiêu chuẩn                                                                                   | The Shinee World – Phiên bản tiêu chuẩn | The Shinee World – Phiên bản tiêu chuẩn |
| STT                                     | Nhan đề | Phổ lời                                                                      | Phổ nhạc | Phối khí                                | Thời lượng                              |
| --------------------------------------- | --- | ---------------------------------------------------------------------------- | --- | --------------------------------------- | --------------------------------------- |
| 1.                                      | "The Shinee World (Doo-Bop)"                                                                                               | Yoo Young-jin                                                                | Yoo Young-jin | Yoo Young-jin                           | 3:55                                    |
| 2.                                      | "Love's Way" (tiếng Hàn: 사랑의 길; Romaja: sarangui gil)                                                                  | Wheesung Minho [a] JQ (Makeumine Works) [a]                                  | Alex Cantrall | Alex Cantrall                           | 3:29                                    |
| 3.                                      | "Love Like Oxygen" (tiếng Hàn: 산소 같은 너; Romaja: sanso gateun neo)                                                     | Young-hu Kim Kwon Yoon-jung Minho [a] JQ (Makeumine Works) [a]               | Lucas Secon Thomas Troelsen Mikkel Sigvardt                                                                               | Cho Yong-hoon                           | 3:02                                    |
| 4.                                      | "Romantic" (tiếng Hàn: 너 아니면 안되는 걸; Romaja: neo animyeon andoeneun geol; dịch nghĩa đen: "I Can't Be Without You") | Yoo Young-jin                                                                | Yoo Young-jin | Yoo Young-jin                           | 4:55                                    |
| 5.                                      | "One for Me" (tiếng Hàn: 그녀가 헤어졌다; Romaja: geunyeoga heeojyeotda)                                                   | Wheesung Minho [a] JQ (Makeumine Works) [a]                                  | Alex Cantrall | Alex Cantrall                           | 3:25                                    |
| 6.                                      | "Graze" (tiếng Hàn: 화장을 하고; Romaja: hwajangeul hago)                                                                  | Kim Jeong-bae [ ko ] Minho [a] JQ (Makeumine Works) [a] John Hyunkyu Lee [a] | Kenzie | Kenzie]]                                | 3:37                                    |
| 7.                                      | "Last Gift (In My Room – Prelude)" (tiếng Hàn: 마지막 선물)                                                                | Ivy                                                                          | David Kater Tesung Kim (Iconic Sounds)                                                                                    | Tesung Kim (Iconic Sounds)              | 3:53                                    |
| 8.                                      | "Best Place" (tiếng Hàn: 내 곁에만 있어; Romaja: nae gyeoteman isseo)                                                      | Hong-seok Park Hae-hyung Minho [a] JQ (Makeumine Works) [a]                  | Hong-seok | Hong-seok                               | 3:44                                    |
| 9.                                      | "Y Si Fuera Ella" (tiếng Hàn: 혜야; Romaja: hyeya) (Jonghyun solo)                                                         | Kenzie                                                                       | Alejandro Sanz | Kenzie                                  | 5:15                                    |
| 10.                                     | "Four Seasons" (tiếng Hàn: 눈을 감아보면; Romaja: nuneul gamabomeyeon)                                                     | Jang Yoon-jeong Tesung Kim (Iconic Sounds)                                   | Martin Kember | Martin Kember                           | 4:06                                    |
| 11.                                     | "In My Room" (Unplugged remix)                                                                                             | Young-hu Kim                                                                 | David Kater Tesung Kim (Iconic Sounds)                                                                                    | Tesung Kim (Iconic Sounds)              | 4:25                                    |
| 12.                                     | "Replay" (tiếng Hàn: 누난 너무 예뻐; Romaja: nunan neomu yeppeo; dịch nghĩa đen: "Noona, You're So Pretty")                | Young-hu Kim                                                                 | Jack Kugell (The Heavyweights) Jason Pennock (The Heavyweights) Tchaka Diallo (The Heavyweights) RaVaughn James Burney II | The Heavyweights Yoo Young-jin [b]      | 3:34                                    |
| Tổng thời lượng:                        | Tổng thời lượng: | Tổng thời lượng:                                                             | Tổng thời lượng: | Tổng thời lượng:                        | 47:49                                   |

| Amigo – Phiên bản tái phát hành | Amigo – Phiên bản tái phát hành | Amigo – Phiên bản tái phát hành                                       | Amigo – Phiên bản tái phát hành                                                                                           | Amigo – Phiên bản tái phát hành    | Amigo – Phiên bản tái phát hành |
| STT                             | Nhan đề | Phổ lời                                                               | Phổ nhạc | Phối khí                           | Thời lượng                      |
| ------------------------------- | --- | --------------------------------------------------------------------- | --- | ---------------------------------- | ------------------------------- |
| 1.                              | "Amigo" (tiếng Hàn: 아.미.고 (아름다운 미녀를 좋아하면 고생한다); Romaja: a.mi.go (areumdaun minyeoreul johahamyeon gosaenghanda); dịch nghĩa đen: "If you like beauty, you suffer") | Yoo Young-jin                                                         | Jimmy Andrew Richard Sean Alexander (Avenue 52) Gabe Lopez Michael Snyder                                                 | Yoo Young-jin                      | 2:58                            |
| 2.                              | "Forever or Never" | Im Seo-hyun                                                           | Thomas Troelsen Mikkel Remee Sigvardt                                                                                     | Ahn Ik-soo                         | 3:06                            |
| 3.                              | "Love Like Oxygen" (tiếng Hàn: 산소 같은 너; Romaja: sanso gateun neo) | Young-hu Kim Kwon Yoon-jung Minho [a] JQ (Makeumine Works) [a]        | Lucas Secon Thomas Troelsen Mikkel Sigvardt                                                                               | Cho Yong-hoon                      | 3:02                            |
| 4.                              | "Love Should Go On (plugged by DJ OneShot)" (tiếng Hàn: 사.계.한; Romaja: sa.gye.han)                                                                                                | Lee Yoon-jae                                                          | Lee Yoon-jae | DJ OneShot                         | 3:20                            |
| 5.                              | "Replay" (tiếng Hàn: 누난 너무 예뻐; Romaja: nunan neomu yeppeo; dịch nghĩa đen: "Noona, You're So Pretty")                                                                          | Young-hu Kim                                                          | Jack Kugell (The Heavyweights) Jason Pennock (The Heavyweights) Tchaka Diallo (The Heavyweights) RaVaughn James Burney II | The Heavyweights Yoo Young-jin [b] | 3:34                            |
| 6.                              | "Romantic" (tiếng Hàn: 너 아니면 안되는 걸; Romaja: neo animyeon andoeneun geol; dịch nghĩa đen: "I Can't Be Without You")                                                           | Yoo Young-jin                                                         | Yoo Young-jin | Yoo Young-jin                      | 4:55                            |
| 7.                              | "Love's Way" (tiếng Hàn: 사랑의 길; Romaja: sarangui gil) | Wheesung Minho [a] JQ (Makeumine Works) [a]                           | Alex Cantrall | Alex Cantrall                      | 3:29                            |
| 8.                              | "One for Me" (tiếng Hàn: 그녀가 헤어졌다; Romaja: geunyeoga heeojyeotda) | Wheesung Minho [a] JQ (Makeumine Works) [a]                           | Alex Cantrall | Alex Cantrall                      | 3:25                            |
| 9.                              | "Graze" (tiếng Hàn: 화장을 하고; Romaja: hwajangeul hago) | Kim Jeong-bae Minho [a] JQ (Makeumine Works) [a] John Hyunkyu Lee [a] | Kenzie | Kenzie                             | 3:37                            |
| 10.                             | "Last Gift (In My Room – Prelude)" (tiếng Hàn: 마지막 선물) | Ivy                                                                   | David Kater Tesung Kim (Iconic Sounds)                                                                                    | Tesung Kim (Iconic Sounds)         | 3:53                            |
| 11.                             | "Best Place" (tiếng Hàn: 내 곁에만 있어; Romaja: nae gyeoteman isseo) | Hong-seok Park Hae-hyung Minho [a] JQ (Makeumine Works) [a]           | Hong-seok | Hong-seok                          | 3:44                            |
| 12.                             | "Y Si Fuera Ella" (tiếng Hàn: 혜야; Romaja: hyeya) Jonghyun solo) | Kenzie                                                                | Alejandro Sanz | Kenzie                             | 5:15                            |
| 13.                             | "Four Seasons" (tiếng Hàn: 눈을 감아보면; Romaja: nuneul gamabomeyeon) | Jang Yoon-jeong Tesung Kim (Iconic Sounds)                            | Martin Kember | Martin Kember                      | 4:06                            |
| 14.                             | "In My Room" (Unplugged remix) | Young-hu Kim                                                          | David Kater Tesung Kim (Iconic Sounds)                                                                                    | Tesung Kim (Iconic Sounds)         | 4:25                            |
| 15.                             | "The Shinee World (Doo-Bop)" | Yoo Young-jin                                                         | Yoo Young-jin | Yoo Young-jin                      | 3:55                            |
| Tổng thời lượng:                | Tổng thời lượng: | Tổng thời lượng:                                                      | Tổng thời lượng: | Tổng thời lượng:                   | 57:03                           |

Notes
- ^[a]  – rap making
- ^[b]  – additional arrangement
- "Best Place" contains a sample from "Hope", a track from Construction Urban Flava compilation series, which itself samples "One for U", as written and performed by DJ Okawari.